# Al-Ahli Saida
Der al-Ahli Saida Sports Club (arabisch النادي الاهلي الرياضي صيدا) ist ein libanesischer Fußballklub aus Sidon. Die Vereinsfarben sind Rot und Weiß.

## Geschichte
Der Klub wurde im Jahr 1954 gegründet. Nach der Spielzeit 1996/97 stand der Klub als Aufsteiger in die erstklassige Premier League fest. Die Saison 1997/98 beendete der Klub mit 31 Punkten auf dem neunten Platz, stieg aber nach der Spielzeit 1998/99 wieder ab. In der folgenden Saison erreichte man die Playoffs und sicherte sich den direkten Wiederaufstieg. Die Spielzeit 2000/01 war geprägt von einem Skandal um verschobene Spiele, an denen auch der Klub beteiligt war. Es wurden alle Spiele der beteiligten Klubs annulliert, und schlussendlich die Saison komplett abgebrochen. Es gab keine Maßnahmen gegen al-Ahli und man durfte in der Folgesaison wieder antreten. In der durch zwei Aufsteiger ohne Absteiger vergrößerten Liga in der Runde 2001/02 stieg die Mannschaft mit nur 9 Punkten als Vorletzter ab. Nach dem Ende der Saison 2005/06 stand der Klub mit 51 Punkten als Dritter wieder als Aufsteiger fest. Mit 24 Punkten hielt man als Siebter der Spielzeit 2006/07 die Klasse. Nach der Spielrunde 2007/08 stieg man als Tabellenschlusslicht wieder ab, nach der Folgesaison erneut auf, und am Saisonende 2009/10 erneut wieder ab. Es folgte der direkte Wiederabstieg nach der Saison 2011/12. Seitdem spielt der Klub zweitklassig; in der Saison 2021/22 musste man in die Playoffs um den Abstieg aus der zweiten Liga, konnte sich aber hier retten.

## Stadion
Ihre Heimspiele werden in der Regel im Saida Municipal Stadium ausgetragen, das bis zu 22.000 Zuschauer fasst.

## Erfolge
- Lebanese Second Division[15]
  - Meister (2): 1996/97, 2008/09